# الغزو العثماني المصري لماني
كان الغزو العثماني المصري لماني جزءًا من حرب الاستقلال اليونانية والتي تألفت من ثلاث معارك. قاتل ألمانيون ضد الجيش المصري والعثماني المشترك بقيادة إبراهيم باشا ابن محمد علي والي مصر.
أعلن ألمانيون في 17 مارس 1821 الحرب على الإمبراطورية العثمانية قبل بقية جزر اليونان الأخرى التي انضمت إلى الثورة على الحكم العثماني بعد أسبوع تقريبًا. انتصرت القوات اليونانية في سلسلة من المعارك السريعة. ومع ذلك فقد دبَّ الخلاف بين القادة اليونانيين وعمَّت الفوضى في صفوفهم. انتهز العثمانيون هذه الفرصة وطلبوا التعزيزات من مصر. وصلت التعزيزات بقيادة إبراهيم باشا نجل زعيم مصر محمد علي باشا، ومع الفوضى التي أصابت صفوف اليونانيين تمكن إبراهيم من هزمهم وبعد أربعة أشهر من الحصار استولى على مدينة ميسولونجي في أبريل، ثم توجه في يونيو إلى ماني. حاول إبراهيم دخول ماني من الشمال الشرقي بالقرب من ألميرو في 21 يونيو 1826، لكنه اضطر للتوقف بسبب التحصينات المنيعة في فيرغاس، حيث تصدى جيش ماني المكون من ألفي مقاتل من ماني و500 مقاتل يوناني لجيش إبراهيم باشا المكون من 7 آلاف مقاتل. على الرغم من تفوُّق المدفعية المصرية والعثمانية، تمكن ألمانيون من صد العثمانيين. أرسل إبراهيم 1500 رجل لمحاولة الرسوّ بالقرب من أريوبوليس والتوجه شمالًا لتهديد ماني من الخلف، وقد حققت هذه القوة عدة نجاحات في البداية، لكنها تراجعت بعد أن علم المصريون أن تيودوروس كولوكوترونيس كان يتقدم بجنوده من الخلف. جدد إبراهيم الهجوم في أغسطس وأرسل مجموعة من جنوده باتجاه الساحل ووصلوا إلى كاريوبولي قبل أن يتراجعوا لاحقًا. أرسل إبراهيم أيضًا قوة من 8 آلاف جندي إلى بوليتسارافو وفي الطريق دمروا إحدى القلاع، وعندما وصلت هذه القوات إلى بوليتسارافو تصدى لهم ألمانيون في حصونهم، واضطر المصريون والعثمانيون إلى التراجع بعد أن تكبدوا خسائر كبيرة، وكانت هذه الحملة آخر محاولة لغزو ماني خلال حرب الاستقلال اليونانية، ونالت اليونان استقلالها في عام 1828.

## مقدمة
بدأت حرب الاستقلال اليونانية في 17 مارس 1821، عندما أعلن ألمانيون الحرب على الإمبراطورية العثمانية في أريوبولي. تقدم جيش ماني المكون من ألفي رجل يقيادة بتروس مافروميشاليس من أروبوليس إلى ميسينيا في 21 مارس، وفي اليوم التالي وصلوا إلى كالاماتا التي كان فيها حامية عثمانية واستولوا على المدينة في 23 مارس.
انضمت بقية الجزر اليونانية إلى الحرب عندما أعلن الأسقف جيرمانوس باتراس الثورة اليونانية على العثمانيين في 25 مارس في كالاماتا، وأنشأ اليونانيون مجلس شيوخ لإدارة البلاد. أراد كولوكوترونيس مهاجمة طرابلس ولكن بتروس مافروميشاليس أقنعه بمهاجمة المدن الصغيرة أولًا، وأرسل بتروس عد رسائل إلى الأوروبيين لإخبارهم بخطة اليونانيين، ووقع هذه الرسائل باسم بتروس مافروميشاليس الأمير والقائد العام، وفي 28 أبريل توجهت القوات اليونانية إلى طرابلس وحاصرت المدينة، وسقطت المدينة في النهاية في 23 سبتمبر 1821.
يأس السلطان العثماني من مواجهة القوات اليونانية خصوصًا بعد الفظائع التي ارتكبتها هذه القوات في طرابلس، وهو الأمر الذي دفعه للاستعانة بحاكم مصر محمد علي باشا في عام 1824. وعد محمد علي بمساعدة السلطان مقابل منحه جزر كريت وقبرص ، وتعيين ابنه إبراهيم باشا حاكمًا على جزيرة بيلوبونيز اليونانية. قبل السلطان عرض محمد علي باشا، فأرسل الأخير ابنه إبراهيم على رأس حملة عسكرية للقضاء على التمرد. استغل إبراهيم الفوضى التي حدثت في صفوف القوات اليونانية، فحقق عدة نجاحات وألقى القبض على كولوكوترونيس، وقتل ابنه بانوس، وأجبر ابن أخيه نيكيتراس على الفرار.